# Manuel Eixea Vilar
Manuel Eixea Vilar (Vila-real, Plana Baixa, 13 d'agost de 1881 - Paterna, Horta Oest, 15 d'abril de 1939) va ser un militar valencià antifeixista, afusellat en la postguerra per la seua fidelitat constitucional a la República. Era fill de Manuel Eixea Pitarch i Francisca Vilar Nebot.

## Primeres destinacions
Als 17 anys va ingressar a l'Acadèmia d'Infanteria de Toledo, on va assolir el grau de Segon Tinent el 1901. Després d'un breu pas per Barcelona, va ser destinat al Marroc, experiència africanista que marcaria considerablement el seu posar personal i la trajectòria professional., La biblioteca que li fou confiscada en la seua residència de Vila-real després de la seua mort subratlla una refinada personalitat i uns extensos interessos culturals. Una vegada obtinguda la Diplomatura en Estat Major a l'Escola de Guerra, va ser ascendit a Tinent Coronel i destinat al Regiment de Castelló el 1933.
Als convulsos anys de la Segona República va ingressar a la Unió Militar Republicana Antifeixista organitzada per altres companys seus de promoció i al desembre de 1935 va quedar agregat al Regiment d'Infanteria "Otumba" de València, des d'on va assistir a l'esclat militar contra la legalitat constitucional. Manuel Eixea va comandar al juliol de 1936, juntament amb el seu company Antonio Uribe, la primera de les columnes de vehicles blindats que, des de València, acudiren fins a Madrid per a la defensa de la capital de la República i del seu govern legítim, constituïda per una bateria d'artilleria, soldats i un grup de milicians comunistes i socialistes.

## Accions militars
El dia 1 d'agost, la columna Eixea va ser destinada al front de la serra del Guadarrama per respondre als atacs iniciats pel general colpista Emilio Mola. El Tinent Coronel rep greus ferides en el pit el dia 10 i és traslladat a l'Hospital de Carabanchel on roman durant dues setmanes i rep la visita amistosa de Dolores Ibárruri i d'altres dirigents del Partit Comunista, al qual s'havia afiliat Eixea en eixos moments.
Estabilitzat el front al nord de Madrid, el Govern es va proposar la reorganització de l'Exèrcit Popular, estructurat en companyies, batallons i brigades mixtes, tasca en la que Eixea, que ja estava formant part de l'equip rector del famós Quinto Regimiento del comandant Enrique Líster, va tenir una notable part activa aportant recomanacions i informacions tècniques. El 23 d'octubre de 1936 va ser ascendit per Largo Caballero a la graduació de Coronel i destinat amb una columna motoritzada al front de Terol on va restar fins a principis de l'any següent. Eixea va retornar a València, frenant enèrgicament les malifetes de la "Columna de Ferro" cenetista que havia provocat molt greus incidents a la rereguarda, i aconseguint la seua militarització.

## Discrepàncies amb els comunistes
L'agost de 1937 rep el comandament del XIX Cos de l'Exèrcit de Llevant, amb tres Divisions i un batalló de milicians, participant amb ells en les operacions d'hivern planificades pel general Rojo i que culminaren amb la conquesta de la ciutat de Terol. Allí va resistir l'enèrgic contraatac de l'exèrcit franquista fins a la desfeta republicana al febrer de 1938.,
Les crítiques als assessors soviètics pels errors comesos en aquesta campanya i altres discrepàncies amb els dirigents comunistes, van suposar el distanciament d'Eixea dels plantejaments oficials. Tot i això, entre el 21 d'abril i el 13 de juny de 1938 va ocupar la Comandància Militar de Castelló, mentre les tropes insurrectes havien iniciat el trencament del front de Llevant, ocupant Vinaròs i la zona de l'Ebre, i estenent-se cap al Sud, fins a arribar a la vila de Nules on el front va quedar estabilitzat, esperant l'assalt definitiu sobre València. Eixea, com a Oficial Major de l'Estat Major del Ministeri de Defensa va ser designat cap de la sessió d'operacions de l'anomenada "Línia X-Y-Z" per a la defensa de la capital.

## Les evacuacions de civils a Alacant
El 2 de febrer de 1939 és destinat per Negrín a Alacant com a president de la Comissió Interprovincial per a la mobilització i evacuació, no sols d'alguns destacats polítics i membres del Govern (Negrín, Ibarrola, Hidalgo, la "Pasionaria", etc.), sinó també de molts intel·lectuals fidels a la República com Eduardo de Guzmán, Rafael Alberti i Mª Teresa León, i sobretot de les més de quinze mil persones civils desplaçades de les seues llars, ancians, dones i xiquets en la major part dels casos, i refugiades al port d'Alacant esperant el transport amb vaixells cap a Orà i altres destinacions de l'exili, una tasca a la que Manuel Eixea se va dedicar de manera intensa i generosa, rebutjant inclús la proposta del general Miaja de marxar amb ell d'Espanya, decidit a salvar la major quantitat possible de vides humanes. El 30 de març, quan considera acabat el seu treball i torna a València, troba que el Partit Comunista, considerant-lo afí a la Junta de Casado, l'ha deixat exclòs de les llistes d'evacuació del Comitè Internacional i dels Governs de Gran Bretanya i França, quedant inerme davant l'ocupació franquista que es produeix eixe mateix dia.
En la matinada del dia 1 d'abril, en el moment que se declarava oficialment el final de la contesa civil, Eixea va ser detingut per un destacament especial del servei d'informació Político-Militar de "Falange Española de las JONS", i empresonat durant tres mesos patint successius interrogatoris per part dels agents feixistes i de membres de la Gestapo. Acusat de "rebel·lió militar" en un Consell de Guerra Sumaríssim el dia 1 de juliol de 1939, el dia 15 següent va morir afusellat al Camp de Tir de les casernes de Paterna.